# Vitae Fratrum Ordinis Praedicatorum
Le Vitae Fratrum  è una raccolta di vite e leggende dei primi frati dell'Ordine dei Predicatori, noti anche come Domenicani. 

## Storia del testo
Le Vitae Fratrum furono scritte tra il 1255 e il 1260 circa da Geraldo di Frachet.
Geraldo (o Gerardo)  nacque a Chalus, presso Limoges (Haute Vienne) nel 1195, entrò a far parte dell'Ordine dei Predicatori nel convento di S. Giacomo di Parigi l'11 novembre del 1225, e vi fece la professione nelle mani del beato Giordano di Sassonia il 25 marzo dell'anno seguente. Nel 1233 fu eletto priore a Limoges. Morì a Limoges tra il 1271 e il 1281.
Il libro è stato scritto a seguito di una richiesta del Capitolo Generale nel 1256, per raccogliere resoconti di testimoni oculari delle azioni e dei detti dei primi frati prima che venisse meno la prima generazione dell'Ordine.  Il testo della Vitae Fratrum si basa in gran parte sulle osservazioni fatte dai frati e su scritti separati di Bartolomeo da Trento e Giordano di Sassonia, che coprono tutto il periodo dal 1206 al 1260 circa. 
Il testo critico latino è stato curato e pubblicato come Vitae fratrum ordinis praedicatorum, (B.M. Reichert, MOPH I, Louvain 1896).
In lingua italiana, il testo è stato tradotto e curato da p. Pietro Lippini O.P.